# Glaucidium albertinum
Glaucidium albertinum là một loài chim trong họ Strigidae.